# 佩內加爾山
46°26′18.75″N 11°13′0.13″E / 46.4385417°N 11.2167028°E

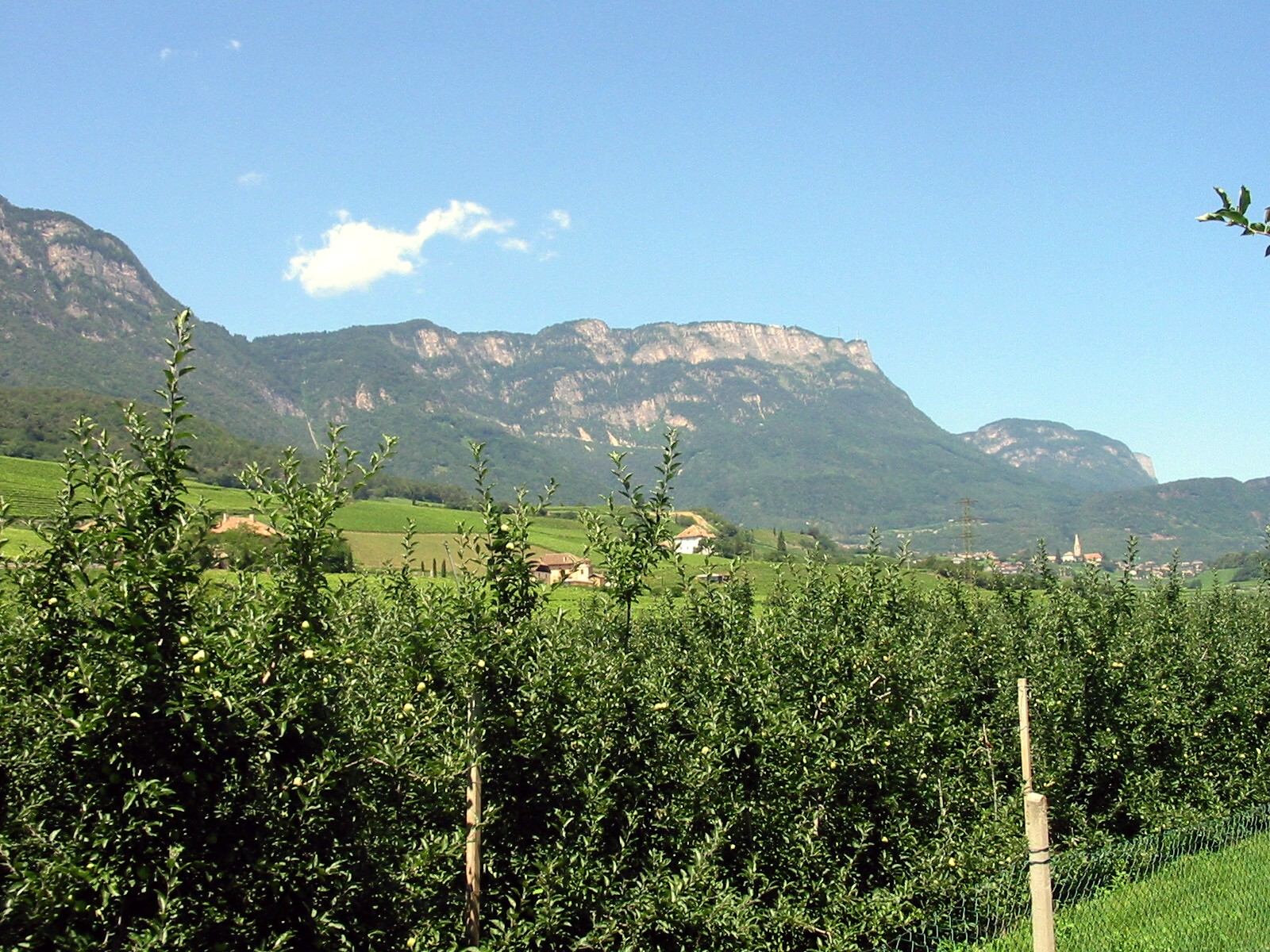

佩內加爾山（義大利語：Penegal），是意大利的山峰，位於該國東北部，由博爾扎諾-南蒂羅爾自治省負責管轄，屬於農斯伯山脈的一部分，海拔高度1,737米，每年平均降雨量1,429毫米。